# Paul Iden
Paul Iden (* 1904; † unbekannt) war ein deutscher Agrarwissenschaftler und Landrat.
Iden promovierte 1936 in Berlin. Das Thema seiner Dissertation lautete Der Arbeitsdienst und seine Einflußmöglichkeiten auf die Landwirtschaft. Er wurde zum Preußischen Provinzialrat ernannt und war von 1938 bis 1941 Landrat im Landkreis Meseritz.